# Finn Russell
Finn Alastair Russell (* 23. September 1992 in Bridge of Allan) ist ein schottischer Rugby-Union-Spieler. Er spielt auf der Position des Verbindungshalbs für den englischen Verein Bath Rugby und für die schottische Nationalmannschaft, seltener auch als Innendreiviertel. Er gilt als einer der besten schottischen Spieler der Gegenwart. Zu seinen Erfolgen gehört ein Meistertitel mit Glasgow.

## Biografie

### Jugend und Ausbildung
Russells Vater war Sportdirektor der Scottish Rugby Union. Seine Großeltern waren internationale Badmintonspieler, sein Onkel und sein Urgroßvater spielten Cricket für Schottland, und auch seine Brüder sind bekannte Rugbyspieler. Russell begann mit dem Rugbyspiel an der Wallace High School in Stirling. Er fühlte sich nicht zu akademischer Tätigkeit hingezogen. Nach der Schulzeit absolvierte er eine dreijährige Lehre als Steinmetz in einem Betrieb, der einem Freund der Familie gehörte, während sich sein Rugbyspiel weiterentwickelte.

### Vereinskarriere
Zunächst spielte Russell bei Stirling County, wechselte aber 2011 zum Zweitligisten Falkirk, um seine Chancen auf einen Platz in der ersten Mannschaft zu verbessern. 2012 spielte er bei der U20-Rugby-Union-Weltmeisterschaft als Innendreiviertel für Schottland. Er wurde daraufhin in die Mannschaft von Ayr RFC berufen, mit der er in der Saison 2012/13 in der Scottish Premiership das Double aus Meisterschaft und Pokal gewann. 2013 erhielt Russell das John-Macphail-Stipendium, das mit der neuseeländischen Lincoln University verbunden ist, und verbrachte 15 Wochen auf Neuseelands Südinsel, wo er für lokale Vereine in der Region Christchurch spielte. Dabei profitierte er von den Einrichtungen und dem Spezialtraining der internationalen Hochleistungsabteilung der Canterbury Rugby Football Union.
Russell begann in der Saison 2013/14 für die Glasgow Warriors zu spielen. Am 10. Februar 2013 kam er als Einwechselspieler gegen die Zebre zu seinem Profidebüt in der Pro12. Sein erster Einsatz über die gesamte Spieldauer folgte am 22. November desselben Jahres gegen die Newport Gwent Dragons. Der Cheftrainer der Warriors, Gregor Townsend, bot Russell einen Vollzeitvertrag an, der in der Saison 2014/15 begann. In der Saison 2014/15 spielte Russell eine wichtige Rolle beim Pro12-Titelgewinn der Warriors. Im Halbfinale gegen Ulster Rugby führte sein Pass zu DTH van der Merwe in der 75. Minute zu einem Versuch, der den 14:14-Ausgleich bedeutete. Russell verwandelte die entscheidende Erhöhung aus einem weiten Winkel und brachte Glasgow damit ins Finale. Im Finale im Ravenhill-Stadion von Belfast steuerte Russell einen Versuch und vier verwandelte Penaltys zum 31:13-Sieg über Munster Rugby bei.
Im November 2017 gaben die Warriors bekannt, dass Russell die Mannschaft am Ende der Saison 2017/18 verlassen werde. Er wechselte in die höchste französische Liga Top 14 zum Pariser Vorortsverein Racing 92, um den Neuseeländer Daniel Carter nach dessen Wechsel nach Japan zu ersetzen. Mit dieser Mannschaft erreichte er in der Saison 2018/19 und 2021/22 das Viertelfinale, in der Saison 2020/21 und 2022/23 das Halbfinale der französischen Meisterschaft. Im Dezember 2022 wurde bekanntgegeben, dass Russell nach der Weltmeisterschaft 2023 zum englischen Verein Bath Rugby wechseln wird.

### Nationalmannschaft
Russell wurde während der schottischen Nordamerika-Tour im Sommer 2014 erstmals in die schottische Nationalmannschaft berufen, als er in den Spielen gegen die Vereinigten Staaten und Kanada der Startformation angehörte. Gemäß dem schottischen Sportjournalisten Andy Newport erlebte Russell 2014 einen „kometenhaften Aufstieg“, bei dem er sich innerhalb von sechs Monaten in die Stammformation spielte. Während den Six Nations 2015 etablierte er sich als Schottlands erste Wahl als Verbindungshalb. Seinen ersten Versuch in einem Test Match erzielte er am letzten Spieltag bei der Niederlage gegen den späteren Turniersieger Irland. Infolgedessen wurde Russell an die Weltmeisterschaft 2015 mitgenommen, bei der er im Eröffnungsspiel gegen Japan einen Versuch erzielte.
Während den Mid-year Internationals 2017 nahm Russell an der schottischen Tour durch die südliche Hemisphäre teil. Er steuerte zwei Versuche zum Auftaktsieg in Singapur gegen Italien bei, eine Woche später legte er in Sydney beim Sieg über Australien einen weiteren Versuch nach. Russell spielte in allen fünf Spielen Schottlands bei den Six Nations 2018. Beim 25:13-Sieg über England warf er an seiner eigenen 22-Meter-Linie einen kühnen Pass, der zu einem Versuch durch Sean Maitland führte; viele Experten bezeichneten diesen Pass noch Jahre später als einen der besten der Geschichte. Beim Six Nations 2019 sorgte Russell im Spiel gegen England mit einem Versuch und zwei Erhöhungen maßgeblich dafür, dass die Schotten einen 7:31-Rückstand aufholen konnten und das Spiel unentschieden 38:38 endete. Er bestritt drei von vier schottischen Gruppenspielen bei der Weltmeisterschaft 2019 und erzielte einen Versuch bei der Niederlage gegen Gastgeber Japan.
Bei den Six Nations 2020 verpasste Russell die ersten vier Spiele wegen eines disziplinarischen Vorfalls – er hatte zusammen mit fünf weiteren Spielern das Vorbereitungslager ohne Erlaubnis verlassen, um am Nachtleben teilzunehmen. Er fehlte zunächst auch bei den Herbst-Länderspielen 2022; Trainer Gregor Townsend begründete dies mit Russells mangelndem Formstand, was zahlreiche Beobachter angesichts der guten Leistungen im Verein jedoch für eine Ausrede hielten und mögliche Animositäten vermuteten. Nur zwei Wochen nach dem kontroversen Ausschluss wurde er jedoch wieder in die Nationalmannschaft aufgenommen, um den verletzten Adam Hastings zu ersetzen.

### Lions und Barbarians
Für die British and Irish Lions nahm Russell 2017 an der Tour nach Neuseeland als Ersatzspieler teil. Dabei kam er beim 31:31-Unentschieden gegen die Hurricanes zum Einsatz. Vier Jahre später, bei der Tour nach Südafrika, spielte er im vierten Test Match gegen die Springboks, nachdem er die Spiele zuvor wegen einer Achillessehnenverletzung verpasst hatte.
Im Mai 2018 wurde Russell auch für ein Spiel der Barbarians eingeladen. Mit einem Versuch und sieben Erhöhungen sorgte er wesentlich dafür, dass die Barbarians im Londoner Twickenham Stadium gegen England einen 63:45-Sieg feiern konnten.

## Erfolge
Glasgow Warriors:
- Meister Pro12: 2015
- Finalist Pro12: 2014

Racing 92:
- Finalist European Rugby Champions Cup: 2020